# شوالیه تاریکی (فیلم)
شوالیهٔ تاریکی (انگلیسی: The Dark Knight) فیلمی ابرقهرمانی محصول ۲۰۰۸ به کارگردانی کریستوفر نولان است که فیلم‌نامه‌اش را او به همراه برادرش جاناتان به نگارش درآورده است. این فیلم که بر اساس ابرقهرمان دی‌سی کامیکس یعنی بتمن ساخته شده، دنبالهٔ بتمن آغاز می‌کند (۲۰۰۵) است و دومین فیلم در سه‌گانهٔ شوالیهٔ تاریکی به‌شمار می‌رود. در داستان فیلم، ابرقهرمان بتمن، ستوان پلیس جیمز گوردون و دادستان ناحیه‌ای هاروی دنت برای از بین بردن جرائم سازمان‌یافته در گاتهام سیتی متحد می‌شوند، اما کوشش آن‌ها با مداخلهٔ مغز متفکر آنارشیستی یعنی جوکر که در پی آزمایش این است که بتمن تا کجا پیش خواهد رفت تا شهر را از هرج و مرج کامل نجات دهد، بی‌نتیجه می‌ماند. گروه بازیگران فیلم شامل کریستین بیل، مایکل کین، هیث لجر، گری اولدمن، آرون اکهارت، مگی جیلنهال و مورگان فریمن می‌شود.
نولان برای داستان فیلم از داستان اولین کمیک بوک با حضور جوکر که در سال ۱۹۴۰ منتشر شد، رمان تصویری جوک مرگبار و سری کمیک بوک‌های هالووین طولانی الهام گرفت. لقب شوالیه تاریکی اولین بار توسط بیل فینگر در کتاب بتمن (شماره ۱) برای بتمن به کار رفته‌است. فیلم شوالیه تاریکی به‌طور عمده در شیکاگو تصویر برداری شده و بقیه مکان‌های این فیلم چند شهر دیگر در آمریکا، بریتانیا و هنگ کنگ است. نولان برای تصویر برداری چند سکانس فیلم از دوربین‌های آی مکس استفاده کرد؛ از جمله سکانس اولین حضور جوکر در فیلم. در ۲۲ ژانویه ۲۰۰۸، چند ماه پس از ایفای نقش در فیلم شوالیه تاریکی و شش ماه قبل از اکران عمومی فیلم، هیث لجر به علت مسمومیت بر اثر استفاده از چند دارو با هم درگذشت. این رویداد باعث بیشتر شدن توجه رسانه‌ها به این فیلم شد.
شوالیه تاریکی در ۱۶ ژوئیه ۲۰۰۸ در استرالیا، ۱۸ ژوئیه ۲۰۰۸ در آمریکای شمالی و ۲۴ ژوئیه ۲۰۰۸ در بریتانیا اکران شد و نظرات بسیار مثبتی از سوی منتقدان دریافت کرد. همچنین این فیلم موفق شد چندین رکورد گیشه‌ای را جابه‌جا نماید و پرفروش‌ترین فیلم سال ۲۰۰۸ شد. شوالیه تاریکی نامزد دریافت ۸ جایزه اسکار شد که از این بین، جایزه بهترین تدوین صدا و بهترین بازیگر نقش مکمل مرد برای هیت لجر را دریافت کرد. شوالیهٔ تاریکی از زمان انتشارش به‌عنوان یکی از برترین فیلم‌های ابرقهرمانی، یکی از بهترین فیلم‌های دههٔ ۲۰۰۰ و یکی از بهترین فیلم‌های تاریخ ارزیابی شده‌است. این فیلم را «طرح کلی» فیلم‌های ابرقهرمانی مدرن دانسته‌اند که اساساً به‌دلیل پرهیز از سبک کمیک‌بوکی در ازای فیلمی ژانری که شخصیت‌های کمیک‌بوکی در آن حضور داشته باشد مورد توجه است. شوالیهٔ تاریکی به‌دلیل مضامین تروریسم و محدودیت‌های اصول اخلاقی مورد تحلیل قرار گرفته‌است. کتابخانه کنگره ایالات متحده در سال ۲۰۲۰ آن را برای نگهداری در فهرست ملی ثبت فیلم  انتخاب کرد. دنباله‌ای به‌نام شوالیه تاریکی برمی‌خیزد سه‌گانهٔ شوالیهٔ تاریکی را در سال ۲۰۱۲ به پایان رساند.

## داستان
در گاتهام سیتی، یک سال پس از ناپدید شدن دکتر جاناتان کرین معروف به مترسک، امنیت توسط بتمن دوباره به گاتهام بازگردانده شده.
تا اینکه یک روز تبهکاری به نام جوکر به همراه هم‌دستانش به بانکی دستبرد می‌زنند. به دستور جوکر، هم‌دستانش یک به یک یکدیگر را می‌کشند و آخرین نفر را نیز خود جوکر می‌کشد و با پول‌ها تنهایی فرار می‌کند.
بتمن در شب همان روز کرین را در یک پارکینگ به همراه چند بتمن قلابی دستگیر می‌کند و پس از آن توسط جیمز گوردون از موضوع اطلاع پیدا می‌کند. گوردون و بتمن تصمیم می‌گیرند که دادستان جدید شهر هاروی دنت را نیز برای پاکسازی خلافکاران به گروه خود اضافه کنند. با وجود این که هاروی دنت با ریچل داوس رابطه عاشقانه دارد، بروس وین تحت تأثیر دنت قرار می‌گیرد و تصمیم می‌گیرد برای او یک مهمانی جمع‌آوری کمک مالی برگزار کند. سال مارونی، گمبل و چچن که سردسته خلافکاران هستند، جلسه‌ای برگزار می‌کنند که در آن لائو، یک حسابدار چینی که پول‌های خلافکاران پنهان کرده، با ویدئو کنفرانس با آن‌ها صحبت می‌کند. جوکر به صورت ناگهانی وارد جلسه می‌شود و به آن‌ها هشدار می‌دهد که بتمن محدودیت قضایی ندارد. جوکر پیشنهاد می‌دهد در ازای نصف پول خلافکاران، بتمن را بکشد. رؤسای خلافکاران قبول نمی‌کنند و گمبل برای دستگیری جوکر جایزه تعیین می‌کند. جوکر گمبل را می‌کشد. بتمن لائو را در هنگ کنگ دستگیر می‌کند و او را برای شهادت در دادگاه علیه خلافکاران و جوکر به آمریکا برمی‌گرداند.
جوکر یکی از بتمن‌های بدلی را می‌کشد و اعلام می‌کند که اگر بتمن تسلیم نشود و هویت واقعی‌اش را معرفی نکند، او هر روز تعداد بیشتری از مردم را خواهد کشت. بعد او کمیسر جیلیان بی. لوب و قاضی دادگاه علیه خلافکاران را می‌کشد. همچنین در مراسم جمع‌آوری کمک مالی برای دنت، سعی می‌کند تا دنت را بکشد، اما بروس دنت را پنهان می‌کند و دست جوکر به او نمی‌رسد. گوردون جلوی قتل شهردار گاتهام را می‌گیرد و خودش تیر می‌خورد و همه فکر می‌کنند که او مرده. بروس تصمیم می‌گیرد اعتراف کند که بتمن است اما به جای او دنت می‌گوید که بتمن است. او دستگیر می‌شود و موقع انتقال، جوکر به ماشین منتقل‌کننده او حمله می‌کند. بتمن به دنبال او می‌رود و در نهایت با بازگشت گوردون جوکر دستگیر می‌شود. گوردون ترفیع درجه می‌گیرد و کمیسر می‌شود.
در همان شب ریچل و هاروی دنت ناپدید می‌شوند. بتمن با بازجویی از جوکر می‌فهمد که آن دو، در دو ساختمان مختلف نگه‌داری می‌شوند و بتمن به سراغ ریچل می‌رود ولی وقتی می‌رسد متوجه می‌شود که جوکر جای دنت و ریچل را جابه‌جا گفته. بتمن هاروی دنت را نجات می‌دهد، اما نصف صورتش در انفجار می‌سوزد. در طرف دیگر گوردون نمی‌تواند ریچل را نجات دهد و او در انفجار کشته می‌شود. جوکر یک بمب در ساختمان پلیس منفجر می‌کند و با لائو می‌گریزد.
کولمن ریس، یک حسابدار در شرکت وین از هویت واقعی بتمن خبردار شده و تهدید می‌کند که آن را افشا خواهد کرد. جوکر لائو و چچن را می‌کشد و تمام پول‌ها را آتش می‌زند. جوکر تهدید می‌کند اگر ریس کشته نشود، او یک بیمارستان را منفجر خواهد کرد. بروس و گوردون از ریس محافظت می‌کنند و ریس هم از تصمیم خود منصرف می‌شود. جوکر در بیمارستان دنت را ملاقات می‌کند و او را راضی می‌کند تا انتقام بگیرد. سپس بیمارستان را منفجر می‌کند و با تعدادی گروگان می‌گریزد.
دنت یک شخصیت دیگر برای خود ساخته و به دنبال کسانی می‌رود که مسئول کشته‌شدن ریچل بوده‌اند می‌رود و با سکه انداختن تصمیم می‌گیرد که آن‌ها را بکشد یا نه. او مارونی و پلیسی که به ربودن ریچل کمک کرده بود را می‌کشد. مشخص می‌شود که جوکر در دو کشتی بمب کار گذاشته که در یکی مردم و دیگری زندانیان به همراه نگهبانانش حضور دارند. او در کشتی یک کنترل از راه دور گذاشته تا بتوانند کشتی دیگری را منفجر کنند و آن‌ها تا ساعت ۱۲ شب فرصت دارند، در غیر این صورت هر دو کشتی منفجر خواهد شد. مسافران دو کشتی از فشردن کلید خودداری می‌کنند و کشتی‌ها هم بعد از ساعت ۱۲ منفجر نمی‌شوند.
بتمن از لوشس فاکس می‌خواهد با یک نوع سیستم جاسوسی جای جوکر را پیدا کند. فاکس می‌پذیرد ولی می‌گوید بعد از آن استعفاء خواهد کرد. جوکر لباس هم‌دستانش را تن گروگان‌ها می‌کند و لباس گروگان‌ها را تن یارانش. دو گروه نیروی ویژه سعی می‌کنند به گروگانگیرها حمله کنند که بتمن جلوی آن‌ها را می‌گیرد. همچنین هم‌دستان جوکر را شکست می‌دهد. او خود جوکر را طی یک درگیری می‌گیرد و با طنابش از ساختمان آویزان می‌کند. در این زمان جوکر به او می‌گوید که پیروز شده، چون او هاروی دنت را فریب داده‌است. بتمن به سراغ دنت می‌رود و مأموران جوکر را دستگیر می‌کنند.
دنت، گوردون و خانواده‌اش را به ساختمانی می‌برد که ریچل در آن کشته شد. بتمن به آن‌جا می‌رود و دنت به او شلیک می‌کند. سپس زمانی که دنت قصد دارد فرزند گوردون را بکشد، بتمن او را هل می‌دهد و او از بالای ساختمان به پایین پرتاب شده و کشته می‌شود. اما فرزند گوردون نجات می‌یابد. بتمن گوردون را قانع می‌کند که تمام تقصیرها به گردن او بیفتد و دنت به عنوان یک قهرمان و نماد شهر باقی بماند. گوردون بت‌سیگنال را نابود می‌کند و اعلام می‌کند بتمن تحت تعقیب است. آلفرد پنی‌ورث نامه‌ای که ریچل برای بروس نوشته و در آن گفته او هاروی دنت را برای ازدواج انتخاب کرده می‌سوزاند و فاکس هم سیستم جاسوسی را نابود می‌کند.

## بازیگران
- کریستین بیل در نقش بروس وین/بتمن:

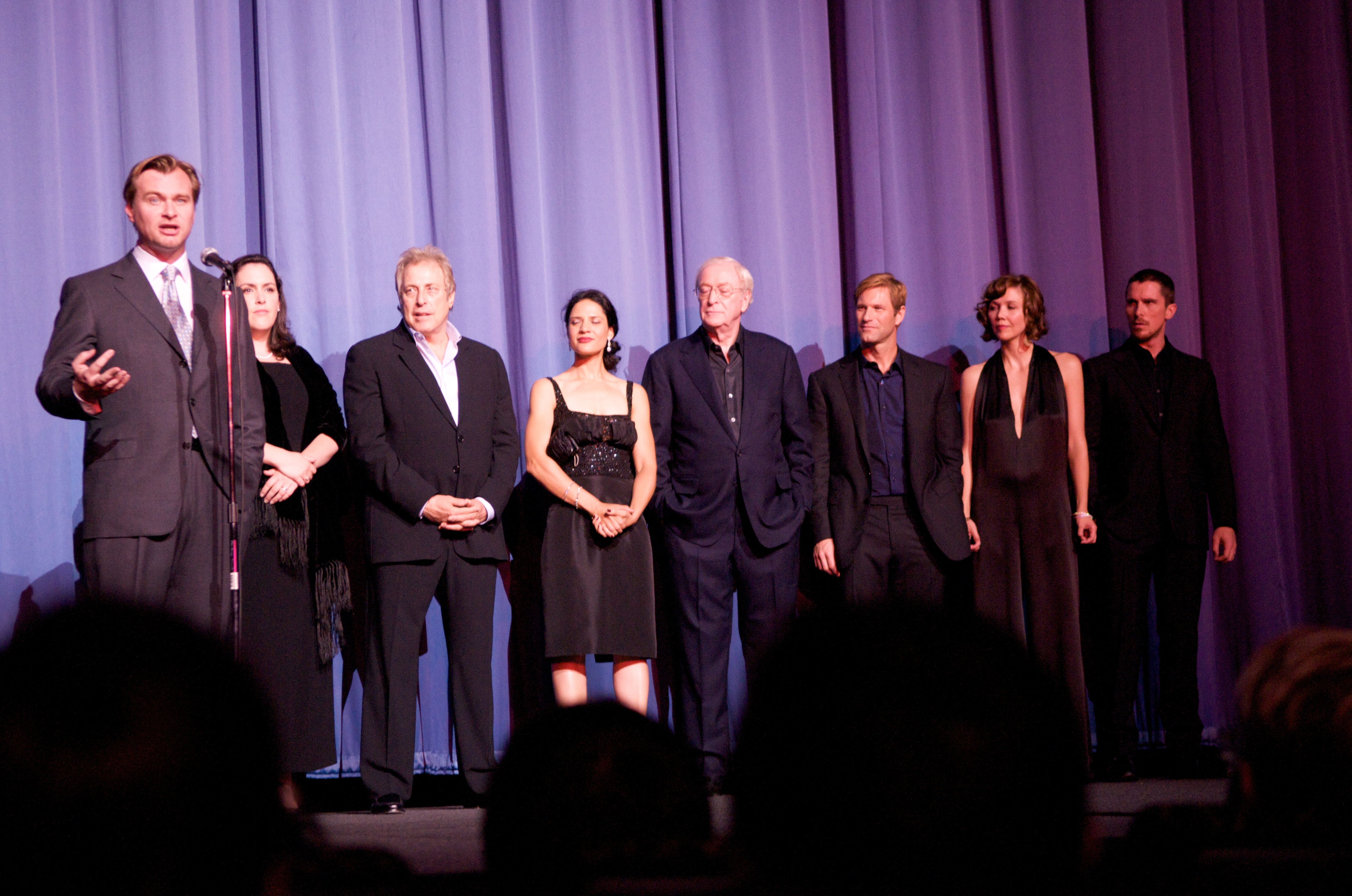
بازیگران و دست‌اندرکاران شوالیه تاریکی در مراسم افتتاح فیلم (فرش قرمز) در اروپا. از چپ به راست:کریستوفر نولان (کارگردان)، اما توماس و چارلز روون (تهیه‌کنندگان)، مونیک گابریلا کرنن، مایکل کین، آرون اکهارت، مگی جیلنهال و کریستین بیل (بازیگران)

یک میلیاردر که ثروت و زندگی‌اش را در راه حفاظت از گاتهام سیتی گذاشته‌است و در شب با جنایت‌کاران مبارزه می‌کند. بیل گفت که در مورد بازی دوباره در نقش بتمن هیچ شکی نداشته، چرا که با بازی در فیلم بتمن آغاز می‌کند نقدهای مثبتی دریافت کرده‌است. او تمرینات خود در شیوه مبارزهٔ کیسی را ادامه داد و در فیلم هم به جای استفاده از بدل‌کار، بسیاری از مبارزات را خودش انجام داد، اما مانند فیلم قبلی وزن اضافه نکرد، چون لباس جدید، به او اجازه انجام حرکات با چالاکی بیشتر را می‌داد. او در مورد بتمن می‌گوید «[مبارزهٔ او] پایان‌پذیر است. آیا او می‌تواند به کارش پایان دهد و یک زندگی معمولی داشته باشد؟ شور و خشمی که او در کودکی تجربه کرده، بعد از مدتی در زندگی‌اش تأثیر گذاشته و باعث می‌شود که او ادامه دهد.» بیل معتقد است که شخصیت بتمن در فیلم نخست شکل گرفته و این امکان وجود ندارد که شخصیت او زیر سایه ضدقهرمانان فیلم قرار بگیرد. او در این باره گفته «من مشکلی با رقابت با دیگران ندارم و این باعث می‌شود فیلم بهتری ساخته شود.»
- مایکل کین در نقش آلفرد پنی‌ورث:

پیشخدمت مورد اعتماد بروس وین که از همهٔ اسرار او باخبر است و مانند یک پدر بروس را از نصایح و پندهای خود بی‌نصیب نمی‌گذارد.
- هیث لجر در نقش جوکر:

پیش از انتخاب لجر برای بازی در این نقش در ژوئیه ۲۰۰۶، پل بتانی، لاکی هالم، آدرین برودی، استیو کارل و رابین ویلیامز علاقه‌مندی خود را برای بازی در این نقش اعلام کردند. نولان پیش از این قصد داشت در چندین پروژه با لجر همکاری کند که این موضوع محقق نشده بود و شکلی که لجر نقش را ایفا می‌کرد، دلخواه او بود. وقتی لجر فیلم بتمن آغاز می‌کند را دید، متوجه شد که چگونه شخصیتی بسازد که با روند فیلم هماهنگ باشد. او خودش جوکر را «یک دلقک روانی، قاتل، روان‌گسیخته و بی‌احساس» توصیف کرد. در طول فیلم، جوکر اعلام می‌کند که می‌خواهد به وسیله جنایت، نظم اجتماعی را آشفته کند. برای بازی در این نقش، لجر یک ماه تنها در هتلی زندگی کرد و در این مدت، طرز صحبت کردن و حرکات جوکر را تمرین می‌کرد و افکار و احساسات جوکر را در دفترچه‌ای می‌نوشت. لجر گفت که او و کریستین بیل از پرتقال کوکی و سید ویشس الهام گرفته‌اند «اما خیلی زود با هم وارد دنیای دیگری شده‌اند». فیلم‌های تهدیدآمیزی که جوکر در طول فیلم می‌فرستد را خود لجر به تنهایی می‌ساخت و هرکدام با دیگری تفاوت داشت. او حتی چند ماه با یک استاد آواز و صدا برای اجرای صدای جوکر تمرین می‌کرد. در ۲۲ ژانویه ۲۰۰۸، در حالی که فیلمبرداری شوالیه تاریکی به پایان رسیده بود، هیت لجر به علت مسمومیت به خاطر مصرف چند دارو با هم درگذشت. نولان در این باره گفت: «از نظر احساسی برای ما خیلی سخت بود، این که هر روز [در هنگام ویرایش و تدوین فیلم] او را می‌دیدیم. اما حقیقت این است که من خیلی خوش‌شانس هستم که با او در این پروژه کار کردم و به بازی او در این فیلم خیلی افتخار می‌کنم». نولان این فیلم را به هیت لجر تقدیم کرد.
- گری اولدمن در نقش کمیسر جیمز گوردون:

یک ستوان در پلیس گاتهام و یکی از معدود پلیس‌های درستکار. او یک گروه غیررسمی با بتمن و هاروی دنت برای مبارزه با خلافکاران تشکیل می‌دهد. وقتی جوکر کمیسر لوب را ترور می‌کند، شهردار گاتهام او را کمیسر می‌کند. الدمن این شخصیت را «فسادناپذیر، درستکار، قوی و قهرمان» توصیف می‌کند. نولان در این باره توضیح داد که در کتاب هالووین طولانی، یک رابطه مثلثی بین گوردون، دنت و بتمن شکل می‌گیرد و آن‌ها از این موضوع خیلی استفاده کرده‌اند. الدمن دربارهٔ شخصیت می‌افزاید: «در پایان همه گوردون را تحسین می‌کند، ولی بتمن از همیشه سیاه‌تر است و فراری. اگر فیلم سومی در کار باشد، دوست دارم ببینم که او چه می‌کند؟»
- آرون اکهارت در نقش هاروی دنت/دوچهره:

دادستان جدید شهر گاتهام که به عنوان شوالیه سفید شهر گاتهام شناخته می‌شود. او در مبارزه با جنایت تغییر می‌کند و برای انتقام گرفتن به یک جنایت‌کار تبدیل می‌شود. دیوید اس. گویر و نولان قصد داشتند تا شخصیت هاروی دنت را در فیلم بتمن آغاز می‌کند بگنجانند، اما در نهایت شخصیت جدید و غیر اقتباسی ریچل داوس را جای او در فیلم گذاشتند، زیرا اعتقاد داشتند که حق شخصیت دنت در فیلم اول ادا نمی‌شد. قبل از انتخاب اکهارت در فوریه ۲۰۰۷، لیو شرایبر، جاش لوکاس و رایان فیلیپ علاقه‌مندی خود به بازی در این نقش را ابراز کرده بودند. همچنین مارک رافلو برای بازی در این نقش تست داد. همچنین نولان، هیو جکمن را برای این نقش در نظر داشت. در نهایت اکهارت انتخاب شد. نولان قبلاً اکهارت را برای بازی در نقش اصلی فیلم ممنتو در نظر داشته و توانایی بازیگری او را «خارق‌العاده» می‌داند. اکهارت به افراد درست‌کاری که به مسیر اشتباه می‌روند، علاقه داشت و قبلاً هم در نقش‌های منفی ظاهر شده بود. برای بازی در این نقش، اکهارت موهایش را روشن کرد و گریمی به رویش انجام می‌شد تا بی‌باک به نظر برسد.
- مگی جیلنهال در نقش ریچل داوس:

دستیار دادستان گاتهام و دوست کودکی بروس وین. در فیلم نخست، او به بروس می‌گوید که هر وقت دست از بتمن بودن بردارد، آن‌ها می‌توانند با هم باشند و او از معدود افرادی است که از هویت بتمن آگاه است. کیتی هلمز در فیلم اول در این نقش بازی کرده بود. اما به خاطر بازی در فیلم پول کثیف بازی در فیلم دوم را رد کرد. در مارس ۲۰۰۷، جیلنهال برای این نقش انتخاب شد. او خودش ریچل را دختری سرگردان توصیف می‌کند، اما می‌گوید نولان سعی کرده در این فیلم این شخصیت را قدرتمندتر کند.
- مورگان فریمن در نقش لوشیوس فاکس:

مدیر اجرایی شرکت وین که از هویت بتمن آگاهی دارد و تجهیزات و اسلحه‌ها را برای او فراهم می‌کند.
- اریک رابرتس در نقش سال مارونی:

تبه‌کاری که جانشین کارمین فالکونی شده‌است. باب هاسکینز و جیمز گاندولفینی برای بازی در این نقش تست دادند.
- چین هان در نقش لائو:

حسابدار چینی که پول‌های خلافکاران را دراختیار دارد.
- کالین مک‌فارلن در نقش جیلیان بی. لوب:

کمیسر پلیس که توسط جوکر کشته می‌شود.
دیگر بازیگران این فیلم بئاتریس روزن در نقش ناتاشا، نستر کاربونل در نقش شهردار آنتونی گارسیا، کیث سارابایکا در نقش کاراگاه جرارد استیونز، مونیک گابریلا کرنن در نقش آنا رامیرز، ران دین در نقش کاراگاه مایکل و ورتز می‌باشند. کیلین مورفی نیز نقش مترسک/ دکتر جاناتان کرین را تکرار کرده‌است.

## تولید

### آماده‌سازی
«وقتی کمیک‌ها را بررسی کردیم، به این ایدهٔ جالب رسیدیم که در واقع این خود حضور بتمن در گاتهام است که مجرمان را جذب می‌کند. وقتی شما با مفاهیم سؤال‌برانگیزی مثل این که قانون در دست خود افراد باشد، سر و کار دارید، این سؤال پیش می‌آید که این به کجا ختم خواهد شد؟»

—کریستوفر نولان
پیش از انتشار بتمن آغاز می‌کند، دیوید اس. گویر داستانی که برای دو فیلم نوشت که در آن‌ها هاروی دنت و جوکر معرفی می‌شوند. ایدهٔ اصلی او این بود که جوکر در دادگاهش در فیلم سوم، روی صورت دنت اسید بپاشد و او را به دوچهره تبدیل کند. گویر که خودش پیش‌نویس اول فیلم‌نامه فیلم نخست را نوشت، گفت که مجموعه ۱۳ نسخه‌ای بتمن: هالووین طولانی الهام‌بخش اصلی او بوده‌است. به گفته نیل آدامز، از نویسندگان کمیک‌بوک‌های بتمن، او و گویر در لس‌آنجلس دیدار کردند و نتیجه بحث آن‌ها به داستان «انتقام پنج راههٔ جوکر» منتهی شد، داستانی آدامز به همراه دنیس اونیل در سال ۱۹۷۱ نوشتند و در آن شخصیت جوکر را از نوع تعریف کردند. در ۳۱ ژوئیه ۲۰۰۶، کمپانی برادران وارنر رسماً اعلام کرد که دنباله‌ای برای فیلم بتمن آغاز می‌کند ساخته خواهد شد و نام آن شوالیهٔ تاریکی خواهد بود. نخستین اقتباس سینمایی از بتمن که نام بتمن در عنوان آن نیست.
پس از تحقیقات بسیار، جاناتان نولان پیشنهاد داد که از نخستین حضور جوکر در کمیک‌بوک‌های بتمن در سال ۱۹۴۰، استفاده شود. جری رابینسون از خالقان جوکر، از کسانی بود که سازندگان فیلم با او در مورد جوکر مشورت کردند. نولان تصمیم گرفت داستان اصلی به قدرت رسیدن جوکر به تصویر کشیده نشود و به جای آن، فیلم از جایی شروع شود که شخصیت جوکر شکل گرفته‌است.

### موسیقی
هانس زیمر و جیمز نیوتن هاوارد که در بتمن آغاز می‌کند نیز مسئولیت ساخت موسیقی را بر عهده داشتند با دعوت نولان به پروژه پیوستند. درست مثل قسمت قبل هاوارد برای سکانس‌های اکشن موسیقی ساخت و زیمر هم بر روی بخش‌های درام تمرکز کرده بود. در اواسط فیلمبرداری زیمر یک آی پاد به نولان تحویل داد که شامل ده ساعت موسیقی ساخته شده برای فیلم بود. هانس زیمر در قطعه نه دقیقه‌ای "چرا انقدر جدی؟" که برای شخصیت جوکر نوشته شده بود فقط از دو نت استفاده کرد. زمانی که خبر مرگ هیث لجر به گوش زیمر رسید او به این فکر افتاد که موسیقی ساخته شده برای او را تغییر دهد اما بعد به این نتیجه رسید که نباید احساسی شود و زهر بازی لجر را بگیرد. آلبوم موسیقی شوالیه تاریکی با استقبال بالایی همراه بود.

## انتشار
شرکت برادران وارنر نمایش افتتاحیه این فیلم را در روز ۱۴ ژوئیه ۲۰۰۸ در نیویورک سیتی برگزار کرد. هانس زیمر و جیمز نیوتن هاوارد بخش‌هایی از موسیقی متن فیلم را در این مراسم به صورت زنده بر روی فیلم اجرا کردند. شوالیه تاریکی در ۱۶ ژوئیه ۲۰۰۸ در استرالیا اکران عمومی شد و در روز نخست ۲٫۳ میلیون دلار در گیشه فروخت.
در ایالات متحده و کانادا در ۴٬۳۶۶ سینما اکران شد و رکورد قبلی تعداد سینماهای اکران فیلم را که در اختیار دزدان دریایی کارائیب: پایان جهان بود، شکست. از این بین ۹۴ سینما، آی‌مکس بودند. همچنین تخمین زده می‌شود شوالیه تاریکی در آمریکا و کانادا بر روی بیش از ۹٬۲۰۰ پرده سینما رفته‌است.

### بازخوردها

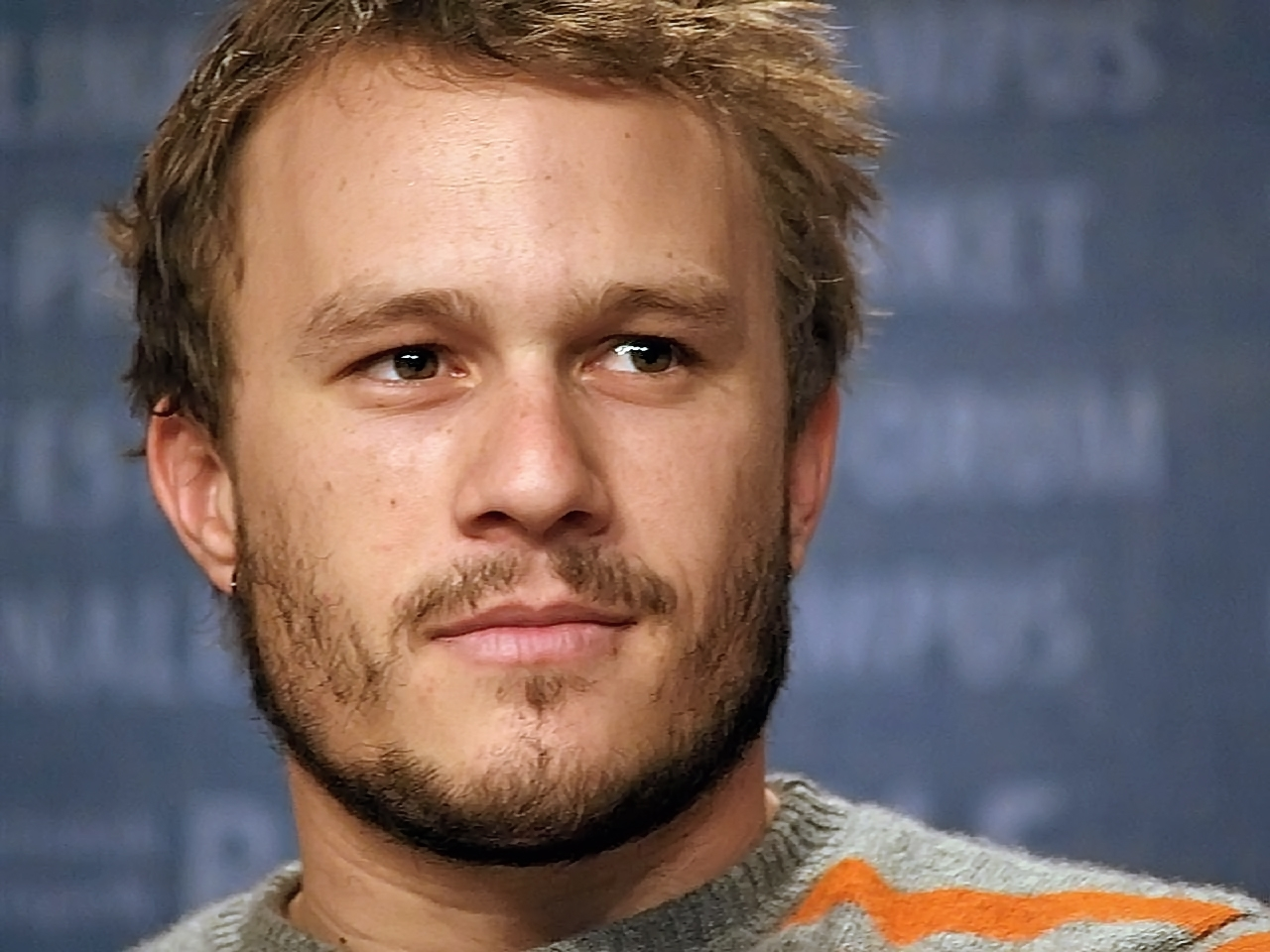
بازی هیت لجر در فیلم، تحسین همگان را برانگیخت و در نهایت هم موفق به کسب جایزه اسکار شد.

بر اساس نظرات ۳۱۸ منتقد سینما که توسط راتن تومیتوز جمع‌آوری شده، ۹۴٪ منتقدان این فیلم را ستایش کرده‌اند و به‌طور میانگین نمره ۸٫۶ از ۱۰ به این فیلم داده‌اند. متاکریتیک که از ۰ تا ۱۰۰ به فیلم‌ها نمره می‌دهد، بر اساس نظرات ۳۹ منتقد، به این فیلم نمره ۸۴ داده‌است(۱۶ منتقد به این فیلم نمره ۱۰۰ از ۱۰۰ دادند). بر اساس نظرسنجی سینما اسکور، نمره این فیلم A می‌باشد (مقیاس: از +A تا F) و این که بیشتر تماشاگران این فیلم مرد و میان‌سال هستند.
راجر ایبرت از شیکاگو سان-تایمز گفت شوالیه تاریکی «گام فراتر از داستان اقتباسی و نسخه‌های پیشین نهاده و به تراژدی مسحورکننده‌ای بدل گشته‌است». او در ادامه بازیگران، کارگردان و نویسندگان فیلم را تحسین می‌کند و می‌گوید که این فیلم «ساختن یک فیلم کمیک‌بوکی را از نو تعریف می‌نماید». او بازی هیت لجر در نقش جوکر را می‌ستاید و سؤال می‌کند که آیا هیت لجر برای اولین بعد از پیتر فینچ، بعد از مرگش برنده جایزه اسکار خواهد شد یا خیر. در نهایت هم هیت لجر بعد از مرگش، برنده جایزه اسکار بهترین بازیگر نقش مکمل مرد شد. او به فیلم امتیاز ۴ ستاره (از ۴ ستاره) داد. ایبرت این فیلم را در فهرست ۲۰ فیلم محبوب خود در سال ۲۰۰۸ قرار داد. پیتر ترورس از رولینگ استون می‌نویسد که شوالیه تاریکی عمیق‌تر از فیلم قبلی می‌باشد و دارای یک فیلم‌نامه «استادانه» است که به صورت موشکافانه، ذهن و روان جوکر را مورد بررسی قرار می‌دهد. او بازی تمام بازیگران را عالی می‌داند و می‌گوید بیل هیجان‌انگیز است و بازی آل پاچینو در پدرخوانده: قسمت دوم را یادآوری می‌کند. او در ادامه می‌گوید که لجر شخصیت جوکر را سیاه‌تر از جک نیکلسون (بازیگر نقش جوکر در فیلم بتمن در سال ۱۹۸۹) نشان می‌دهد و همچنین اعلام می‌کند که از هرگونه کمپینی برای حمایت از هیت لجر برای نامزد شدن برای دریافت جایزه اسکار حمایت خواهد کرد. ترورس می‌گوید سازندگان این فیلم، فیلم را از فضای سینمای کمیک‌بوکی خارج و آن را به یک «اثر هنری اصیل» تبدیل نموده‌اند. او اشاره می‌کند کارگردانی نولان و فیلمبرداری والی فیستر کمک کرده‌است تا جهانی «خام و اصیل» خلق شود. منولا دارگیس از نیویورک تایمز نوشت که «این فیلم در شکاف بین هنر و صنعت، شعر و سرگرمی شکل گرفته و بسیار عمیق‌تر و تاریک‌تر از هر فیلم کمیک‌بوکی دیگر در هالیوود است.» انترتینمنت ویکلی این فیلم را در فهرست بهترین‌های دهه ۲۰۰۰ میلادی قرار داد و نوشت که هر قهرمان بزرگی به یک تبه‌کار بزرگ نیاز دارد و در سال ۲۰۰۸، بتمنِ کریستین بیل، جوکرِ دیوانهٔ هیت لجر را پیدا کرد.
امانوئل لوی نوشت «لجر کاملاً در نقشش جا افتاده» و این که این فیلم «کامل و موفق‌ترین» اثر نولان و تأثیرگذارترین فیلم از سری فیلم‌های بتمن است. لوی سکانس‌های اکشن فیلم را از بهترین‌ها در سال‌های اخیر در سینمای آمریکا می‌نامد و به ویژه سکانس اتفاق‌افتاده در هنگ‌کنگ را بسیار تأثیرگذار می‌داند. لوی و پیتر ترورس، هر دو فیلم را «فراموش‌نشدنی و رؤیایی» می‌خوانند. اما از سویی دیگر، دیوید دنبی از نیویورکر می‌نویسد داستان فیلم به اندازه کافی منطقی نیست تا تناقضات خود را برطرف نماید. دنبی در ادامه از بی‌معنی بودن بعضی سکانس‌ها و کوتاه کردن برخی سکانس‌ها برای جذابیت بخشیدن به آن‌ها، انتقاد کرده‌است. صدای بتمن هم مورد انتقاد برخی قرار گرفته‌است. دیوید ادلستاین از ان‌پی‌آر صدای کریستین بیل در نقش بتمن را «اغراق‌آمیز» توصیف می‌کند. آلونسو دورالده از ام‌اس‌ان‌بی‌سی با اشاره به صدای بتمن، آن را «آزاردهنده» می‌داند و به یک کودک ۱۰ ساله تشبیه می‌کند که می‌خواهد پشت تلفن صدای آدم‌بزرگ‌ها را تقلید کند.
شوالیه تاریکی در فهرست ۵۰۰ فیلم برتر تاریخ مجله امپایر که در سال ۲۰۰۸ منتشر شد، رتبه ۱۵ را داراست. این فهرست بر اساس رأی بیش از ۱۰٬۰۰۰ مخاطب، ۱۵۰ کارگردان فیلم و ۵۰ منتقد تهیه شده‌است. شخصیت جوکر با ایفای نقش هیت لجر، در فهرست «۱۰۰ شخصیت برتر فیلم‌ها در تاریخ»، در سال ۲۰۰۸ توسط مجله امپایر در رتبه ۳ قرار داده شد. در ژوئن ۲۰۱۰، شخصیت جوکر، در رده پنجم فهرست «۱۰۰ شخصیت برتر ۲۰ سال گذشته» اینترتینمنت ویکلی قرار گرفت. ایفای نقش هیت لجر در رتبه دوم 'بهترین بازیگری فیلم‌های ابرقهرمانی در همه دوران‌ها' توسط هالیوود ریپورتر قرار گرفت. مجله پیست در فهرست «۵۰ فیلم برتر دهه ۲۰۰۰ میلادی» خود، این فیلم را در رده ۱۱ قرار داده‌است. در سال ۲۰۱۲، توتال فیلم شوالیه تاریکی را در رده ششم «موفق‌ترین فیلم‌های ۱۵ سال گذشته» قرار داد. در سال ۲۰۱۴، خوانندگان مجله امپایر، فیلم شوالیه تاریکی را سومین فیلم برتر تاریخ در «فهرست ۳۰۱ فیلم برتر تمام دوران‌ها» انتخاب کردند.

### جوایز

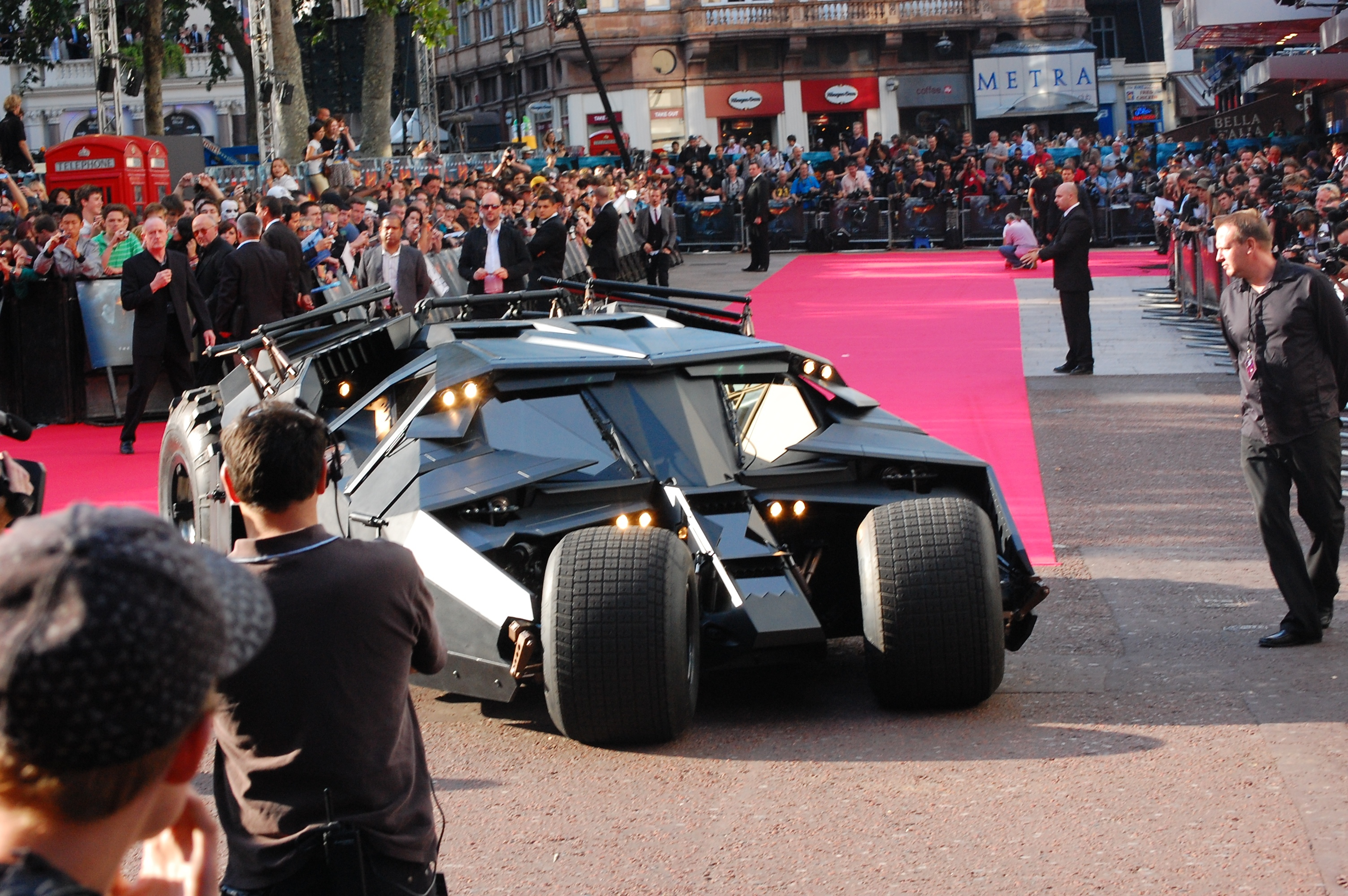
ماشین بتمن در فرش قرمز فیلم در اروپا

هیث لجر به خاطر بازی در این فیلم، نامزد دریافت بیش از ۲۰ جایزه شد از جمله جایزه اسکار بهترین بازیگر نقش مکمل مرد، جایزه انجمن بازیگران فیلم برای بهترین بازیگر نقش مکمل مرد، جایزه گلدن گلوب بهترین بازیگر نقش مکمل مرد، جایزه بفتای بهترین بازیگر نقش مکمل مرد و جایزه ساترن بهترین بازیگر نقش مکمل مرد.شوالیه تاریکی همچنین نامزد دریافت جایزه از انجمن نویسندگان آمریکا (برای بهترین فیلم‌نامه اقتباسی)، انجمن تهیه‌کنندگان آمریکا و انجمن کارگردانان آمریکا شد. این فیلم نامزد دریافت جایزه بهترین فیلم جوایز منتخب منتقدان شد و از سوی بنیاد فیلم آمریکا به عنوان یکی از بهترین فیلم‌های سال ۲۰۰۸ انتخاب شد.
شوالیه تاریکی در هشتاد و یکمین مراسم اسکار نامزد دریافت ۸ جایزه شد که موفق شد جایزه بهترین بازیگر تقش مکمل مرد برای هیت لجر و بهترین تدوین صدا برای ریچارد کینگ را دریافت کند. همچنین رکورد در اختیار داشتن بیشترین نامزدی اسکار برای یک فیلم اقتباس‌شده از کمیک‌بوک، کمیک استریپ و رمان تصویری را که در اختیار فیلم دیک تریسی با ۷ نامزدی بود، بشکند. شش نامزدی دیگر شوالیه تاریکی شامل جایزه بهترین طراحی صحنه، بهترین فیلم‌برداری، بهترین میکس صدا، بهترین جلوه‌های تصویری، بهترین چهره‌پردازی و بهترین تدوین فیلم بود. هیت لجر اولین بازیگری شد که پس از مرگش جایزه اسکار بهترین بازیگر نقش مکمل مرد را می‌برد و همچنین دومین بازیگری که بعد از مرگش جایزه اسکار دریافت می‌کند. قبلاً پیتر فینچ در سال ۱۹۷۶ به خاطر بازی در فیلم شبکه، بعد از مرگش، برندهٔ جایزه اسکار بهترین بازیگر نقش اول مرد شده بود. در ضمن، این نخستین بار بود که یک فیلم ابرقهرمانی، برنده یکی از جوایز اصلی اسکار می‌شد (جوایز اصلی اسکار:بهترین فیلم، کارگردانی، فیلم‌نامه، بازیگری). با وجود موفقیت فیلم در نظر منتقدان، شوالیه تاریکی نامزد دریافت جایزه اسکار بهترین فیلم نشد و این باعث به وجود آمدن انتقاداتی از آکادمی اسکار به خاطر «نادیده گرفتن فیلم» گردید. گفته می‌شود آکادمی به خاطر همین موضوع، سال بعد، تعداد نامزدان دریافت جایزه بهترین فیلم را از ۵ به ۱۰ افزایش داد. در جوایز بفتا سال ۲۰۰۹ شوالیه تاریکی نامزد دریافت ۹ جایزه بود که از این میان فقط هیت لجر توانست جایزه بهترین بازیگر نقش مکمل مرد را به دست آورد. همچنین در چهاردهمین دوره جوایز امپایر بریتانیا در سال ۲۰۰۹، سه جایزه بهترین فیلم، بهترین کارگردانی و بهترین بازیگر نقش اول مرد را به دست آورد.
این فیلم که محصولی آمریکایی-بریتانیایی است، در سال ۲۰۰۹ نامزد دریافت جایزه بهترین فیلم اروپایی جوایز گویا نیز شد. در نهایت شوالیه تاریکی پس از اکران برنده بیش از ۱۵۰ جایزه بین‌المللی شد که یک موفقیت عظیم تلقی می‌شود.

### گیشه

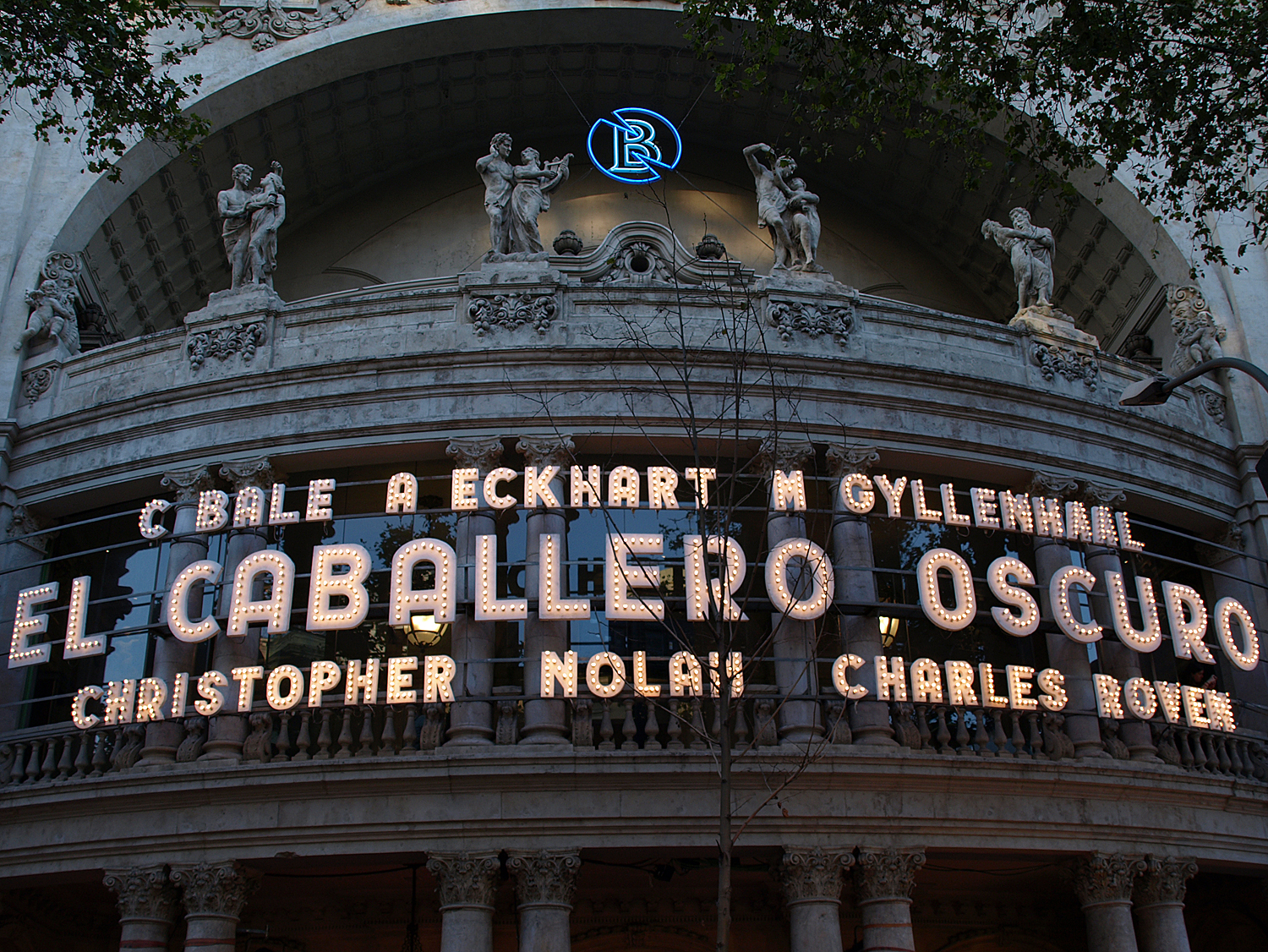
نشان تبلیغاتی پیش از انتشار فیلم در سینمایی در بارسلونا

این فیلم ۵۳۴٫۹۸۷٫۰۷۶ دلار در آمریکای شمالی و ۴۷۱٬۱۱۵٬۲۰۱ دلار در بقیه کشورها و در مجموع ۱٬۰۰۶٬۱۰۲٬۲۷۷ دلار فروش در گیشه داشت. شوالیه تاریکی چهارمین فیلم در تاریخ است که فروشش از مرز یک میلیارد دلار می‌گذرد و همچنین پرفروش‌ترین فیلم سال ۲۰۰۸ میلادی می‌باشد. هم‌اکنون این فیلم سی و ششمین فیلم پرفروش در تاریخ جهان است. فروش ۱۹۹٫۷ میلیون دلاری در اولین آخر هفته اکران، این فیلم را از این نظر، در رتبه ۲۸ام در تمام تاریخ قرار داده‌است.
برای گذر فروش فیلم از مرز ۱ میلیارد دلار و همچنین افزایش شانس دریافت جایزه این فیلم در مراسم اسکار، شرکت برادران وارنر، این فیلم را در ۲۳ ژانویه ۲۰۰۹، در ایالات متحده و دیگر کشورها، دوباره اکران کرد. در نهایت در فوریه ۲۰۰۹، فروش فیلم از مرز ۱ میلیارد دلار گذشت.
آمریکای شمالی
در ۱۸ ژوئیه ۲۰۰۸، شوالیه تاریکی در آمریکای شمالی اکران شد و با فروش ۱۸٫۵ میلیون دلار در نیمه‌شب در ۳٬۰۴۰ سینما (۶۴۰٬۰۰۰ دلار از سینماهای آی‌مکس) رکوردی از خودش به‌جا گذاشت که البته بعداً توسط هری پاتر و شاهزاده دورگه شکسته شد. این فیلم در ۴٬۳۳۶ سینما و بر روی بیش از ۹٬۲۰۰۰ پرده اکران شد (رکوردی که بعداً توسط مرد آهنی ۲ شکسته شد)، همچنین با فروش ۶۷٫۲ میلیون دلاری در روز اول، رکورد بیشترین فروش در روز اول و بیشترین فروش در یک روز را شکست (که هر دو رکورد بعداً توسط گرگ و میش: ماه نو شکسته شد) و با فروش ۱۵۸٫۴ میلیون دلاری در آخر هفته اول، رکورد بیشترین فروش در آخر هفته اول را زد (این رکورد هم بعداً توسط هری پاتر و یادگاران مرگ - قسمت دوم شکسته شد). میانگین فروش هر سینما در آخر هفته ۳۶٬۲۸۳ دلار بود که در جدول رده‌بندی آن در تمام دوران‌ها، رتبه پنجم را به خود اختصاص داده‌است. در اولین آخر هفته، شوالیه تاریکی حدود ۲۲٫۳۷ میلیون بلیت با میانگین قیمت ۷٫۰۸ دلار فروخت که این تعداد از فروش ۲۱٫۹۶ میلیون بلیت با میانگین قیمت ۶٫۸۸ دلار برای فیلم مرد عنکبوتی ۳ در سال ۲۰۰۷ بیشتر بود. این فیلم در اولین آخر هفته ۶٫۳ میلیون دلار در سینماهای آی‌مکس فروخت (رکوردی که بعداً توسط پیشتازان فضا شکسته شد). این فیلم با فروش ۴۳٫۶ میلیون دلاری، به بیشترین میزان فروش در روز یک‌شنبه رسید و در اولین هفته اکران از جمعه تا پنج‌شنبه ۲۳۸٫۶ میلیون دلار فروش داشت (هر دو رکورد توسط انتقام‌جویان شکسته شد). شوالیه تاریکی بیشترین فروش در روز سوم و چهارم انتشارش (هر دو رکورد باز توسط یادگاران مرگ - قسمت دوم شکسته شد) و بیشترین فروش تا روز دهم انتشار را به دست آورد (این رکوردها بعداً توسط انتقام‌جویان شکسته شد). علاوه بر این، این فیلم، رکورد سریع‌ترین گذر فروش از مرز ۱۰۰ میلیون دلار (که بعداً توسط ماه نو شکسته شد)، ۱۵۰ میلیون دلار و هر ۵۰ میلیون دلار فروش تا رسیدن به مجموع ۴۵۰ میلیون دلار فروش (این رکوردها هم توسط انتقام‌جویان شکسته شد) و ۵۰۰ میلیون دلار (این رکورد توسط آواتار شکسته شد) در نهایت این فیلم به بیشترین فروش در هفته دوم اکران دست یافت (که این رکورد را هم آواتار شکست). شوالیه تاریکی تنها فیلم سال ۲۰۰۸ بود که چهار هفته متوالی در صدر جدول پرفروش‌ترین‌ها قرار گرفت.
شوالیه تاریکی پرفروش‌ترین فیلم سال ۲۰۰۸، دومین فیلم پرفروش ابرقهرمانی، دومین فیلم پرفروش بر پایه کمیک‌بوک و چهارمین فیلم پرفروش تمام دوران‌ها در آمریکای شمالی است.
خارج از آمریکای شمالی
در خارج از آمریکای شمالی هم، شوالیه تاریکی پرفروش‌ترین فیلم سال ۲۰۰۸ و چهارمین فیلم پرفروش ابرقهرمانی شد. این فیلم در ۲۰ کشور دیگر، بر روی بیش از ۴٬۵۲۰ پرده سینما اکران شد و در اولین آخر هفته ۴۱٫۳ میلیون دلار فروخت. بیشترین فروش شوالیه تاریکی در آخر هفته اول در استرالیا با ۱۳٫۷ میلیون دلار فروش بود. این فیلم سه هفته متوالی و در مجموع چهار هفته در صدر جدول فروش فیلم‌ها در خارج از آمریکای شمالی بود. به دلیل برخی عناصر داخل فیلم، برادران وارنر فیلم را در سرزمین اصلی چین منتشر نکردند. بعد از آمریکای شمالی، بیشترین فروش متعلق به بریتانیا، مالت و ایرلند با ۸۹٫۱ میلیون دلار فروش است. همچنین در استرالیا ۳۹٫۹ میلیون دلار فروخت که همچنان جزو ۱۰ فیلم پرفروش تاریخ آن کشور محسوب می‌شود. بقیه کشورهای پرفروش شامل آلمان (۲۹٫۷ میلیون دلار)، فرانسه و مغرب (۲۷٫۵ میلیون دلار) و کره جنوبی (۲۵٫۰ میلیون دلار) می‌شود.

## برای مطالعهٔ بیشتر
- Byrne, Craig (2008). The Dark Knight: Featuring Production Art and Full Shooting Script (Hardcover). Universe. ISBN 978-0-7893-1812-1.
- Nolan, Christopher; Goyer, David S. (2007). "Introduction". Absolute Batman: The Long Halloween (Hardcover). New York: DC Comics. ISBN 978-1-4012-1282-7.
- O'Neil, Dennis (2008). The Dark Knight (Paperback). Novelization of the film. Berkley. ISBN 978-0-425-22286-7.